# Ozarba exolivacea
Ozarba exolivacea là một loài bướm đêm trong họ Noctuidae.